# Hiram II
Hiram II was koning van Tyrus van ca. 739-730 v.Chr. Hij was de opvolger van Etbaäl II en werd op zijn beurt opgevolgd door Mattan II. In Assyrische bronnen wordt Hiram vermeld als een van de koningen die schatting afdroeg aan Tiglatpileser III. Hoewel Hiram zich in 732 aansloot bij de anti-Assyrische coalitie van Pekach en Rezin, lieten de Assyriërs hem ongemoeid nadat zij de opstand hadden neergeslagen.